# فرودگاه شهری پتالوما
 فرودگاه شهری پتالوما (به انگلیسی: Petaluma Municipal Airport) یک فرودگاه همگانی است که یک باند فرود آسفالت دارد و طول باند آن ۱۰۹۷ متر است. این فرودگاه در شهر پیتربورو کشور انگلستان قرار دارد و در ارتفاع ۲۶٫۵ متری از سطح دریا واقع شده است.